# Szermierka na Letnich Igrzyskach Olimpijskich 1932
Szermierka na X Letnich Igrzyskach Olimpijskich w Los Angeles była rozgrywana od 31 lipca do 13 sierpnia. Zawody odbywały się w budynku zbrojowni 160-go Pułku Piechoty Gwardii Narodowej Kalifornii.

## Klasyfikacja medalowa
| Lp. | Państwo              | złoto | srebro | brąz | Razem |
| --- | -------------------- | ----- | ------ | ---- | ----- |
| 1   | Włochy               | 2     | 4      | 2    | 8     |
| 2   | Francja              | 2     | 1      | 0    | 3     |
| 3   | Węgry                | 2     | 0      | 2    | 4     |
| 4   | Republika Austriacka | 1     | 0      | 0    | 1     |
| 5   | Stany Zjednoczone    | 0     | 1      | 2    | 3     |
| 6   | Wielka Brytania      | 0     | 1      | 0    | 1     |
| 7   | Polska               | 0     | 0      | 1    | 1     |

## Medaliści

### Mężczyźni
| Złoto | Srebro | Brąz |
| Floret (ind., druż.)                                                                                             | | |
| Gustavo Marzi | Joseph Levis                                                                                                   | Giulio Gaudini |
| Francja Edward Gardère · René Bondoux · René Bougnol · René Lemoine · Philippe Cattiau · Jean Piot               | Włochy Giulio Gaudini · Gustavo Marzi · Ugo Pignotti · Gioachino Guaragna · Rodolfo Terlizzi · Giorgio Pessina | Stany Zjednoczone George Calnan · Richard Steere · Joseph Levis · Dernell Every · Hugh Alessandroni · Frank Righeimer  |
| Szpada (ind., druż.)                                                                                             | | |
| Giancarlo Cornaggia-Medici                                                                                       | Georges Buchard                                                                                                | Carlo Agostoni |
| Francja Fernand Jourdant · Bernard Schmetz · Georges Tainturier · Georges Buchard · Jean Piot · Philippe Cattiau | Włochy Saverio Ragno · Giancarlo Cornaggia-Medici · Franco Riccardi · Carlo Agostoni · Renzo Minoli            | Stany Zjednoczone George Calnan · Gustave Heiss · Frank Righeimer · Tracy Jaeckel · Curtis Shears · Miguel de Capriles |
| Szabla (ind., druż.)                                                                                             | | |
| György Piller | Giulio Gaudini                                                                                                 | Endre Kabos |
| Węgry Endre Kabos · Attila Petschauer · Ernő Nagy · Gyula Glykais · György Piller · Aladár Gerevich              | Włochy Gustavo Marzi · Giulio Gaudini · Renato Anselmi · Emilio Salafia · Arturo De Vecchi · Ugo Pignotti      | Polska Tadeusz Friedrich · Marian Suski · Władysław Dobrowolski · Władysław Segda · Leszek Lubicz-Nycz · Adam Papée    |

### Kobiety
| Złoto       | Srebro        | Brąz       |
| Floret      |               |            |
| Ellen Preis | Judy Guinness | Erna Bogen |

## Kraje uczestniczące
W zawodach wzięło udział 109 szermierzy z 16 krajów:

- Argentyna (5)
- Austria (1)
- Belgia (7)
- Dania (7)
- Francja (11)
- Holandia (2)
- Kanada (6)
- Meksyk (10)
- Niemcy (2)
- Polska (6)
- Stany Zjednoczone (21)
- Szwajcaria (1)
- Szwecja (3)
- Węgry (10)
- Wielka Brytania (3)
- Włochy (14)